# Аккемер (гори)
Аккеме́р (каз. Ақкемер) — гірський масив у складі Казахського дрібносопковика, в його південній частині на території Карагандинської області.
Розташований з правого боку долини річки Жаланаш, на захід від села Жаланаш Жидебайського сільського округу. По східному та північному схилах проходить автомобільна дорога Аксу-Аюли — Актогай.
Гори мають стрімкий характер, максимальна висота — 1138 м у південній частині. На півночі переходить у плато, на захід через западину межує з горою Оралбай, на південному заході масив спускається до урочища Темірастау, на південному сході так само через западину переходить у гору Сариозек.
В горах, зі східного боку, присутні джерела прісної води. В долинах сухих річищ збудовані зимівники, які використовуються кочівниками.